# Calle de los Puntales
La calle de los Puntales (anteriormente llamada calle de Nuestra Señora de la Almudena) es el nombre de una de las vías de la ciudad de Cartagena de Indias (Colombia). Está ubicada en el barrio de San Diego, dentro del centro histórico de la ciudad.
Ya en el plano de 1808 figura como Calle de los Puntales, por los puntales de mampostería que tuvo una casa baja, situada en la acera oriental, un ejemplar interesante de la arquitectura local. 
En esta calle han vivido varios  hombres ilustres colombianos, como el músico Adolfo Mejía, que da nombre al teatro Adolfo Mejía (antiguo Teatro Heredia) y el historiador Eduardo G. de Piñeres, entre otros.
- Datos: Q5740966